# Bernhard Möking
Bernhard Möking (* 5. Februar 1901 in Konstanz; † 9. Juli 1988 ebenda) war ein deutscher Germanist und Bibliothekar.

## Leben und Wirken
Möking war der Sohn eines Konstanzer Bäckermeisters. Nach einer Ausbildung zum Buchhändler in München studierte er in München und Heidelberg Germanistik, Anglistik, Geschichte und Kunstgeschichte. 1929 beendete er das Studium mit einer von Friedrich Panzer betreuten germanistischen Dissertation über die Sprache des Reichenauer Fischers, die 1934 in den Schriften des Vereins für Geschichte des Bodensees und seiner Umgebung veröffentlicht wurde. Nach einer kurzzeitigen Tätigkeit als Zeitschriftenredakteur beim „Deutschen Theaterdienst“ in Berlin übernahm er 1933 das Feuilleton der „Konstanzer Zeitung“, die 1936 von den Nationalsozialisten eingestellt wurde. Danach betraute ihn die Stadt Konstanz mit dem Aufbau einer kommunalen Stadtbücherei, deren Leitung er bis zu seiner Pensionierung im Rang eines Oberbibliotheksrats 1967 innehatte, unterbrochen durch den Kriegsdienst und britische Kriegsgefangenschaft.
Mökings erfolgreichste Publikation ist seine Sammlung der „Sagen und Schwänke vom Bodensee“, die 1938 erstmals erschien und bis 2003 neunmal aufgelegt wurde, zum Teil mit Zeichnungen von Sepp Biehler und Photographien von Heinz Finke. Möking gehörte dem Vorstand einer wissenschaftlichen Vortragsgemeinschaft an, die in den Jahrzehnten vor der Gründung der Universität Geistes- und Naturwissenschaftler nach Konstanz einlud; ferner vertrat er von 1952 bis 1962 das Land Baden im Vorstand des Vereins für Geschichte des Bodensees und seiner Umgebung.

## Schriften (Auswahl)
- Erasmus von Rotterdam und der Konstanzer Humanistenkreis. In: Wissenschaftliche Vortragsgemeinschaft. Jg. 1962, S. 31–40.
- Was lesen die Konstanzer? Die Konstanzer Stadtbücherei, Spiegelbild des geistigen Lebens unserer Stadt. In: Konstanzer Almanach. Band 3, 1957, S. 49–52.
- Die Konstanzer Bibliotheken. In: Nachrichten für wissenschaftliche Bibliotheken. Band 6, 1953, S. 104–110.
- Sagen und Schwänke vom Bodensee. See-Verlag, Friedrichshafen, 1938.
- Die Sprache des Reichenauer Fischers. In: Schriften des Vereins für Geschichte des Bodensees und seiner Umgebung. Band 61, 1934, S. 131–240. Digitalisat
- Küchenmeister und Dichter Heinzelein von Konstanz. In: Das Bodenseebuch. Band 13, 1926, S. 144–147. Digitalisat